# Четырнадцать часов
«Четырнадцать часов» (англ. Fourteen Hours) — драматический триллер режиссёра Генри Хэтэуэя, вышедший на экраны в 1951 году.
Фильм рассказывает о попытках полиции, родственников и близких спасти молодого человека, который решил покончить жизнь самоубийством, спрыгнув с пятнадцатого этажа нью-йоркской гостиницы. Сценарий написал Джон Пэкстон на основе статьи Джоэла Сэйра в журнале «Нью-Йоркер». «Хотя во вступительных титрах фильма сообщалось, что история и изображаемые персонажи „полностью вымышлены“, фильм, как и рассказ Сэйра, основан на реальном случае самоубийства Джона Уильяма Уарда. 26-летний Уард выбросился с 17-го этажа нью-йоркской гостиницы 26 июля 1938 года после продолжительной попытки полиции спасти его».
Фильм снят в характерном для Хэтэуэя полудокументальном стиле «непосредственно на улицах Нью-Йорка, к участию в массовых сценах на улицах города было привлечено более 300 статистов».
Фильм и его создатели добились широкого признания в профессиональной среде. В 1951 году Хэтэуэй был номинирован на Золотой лев Венецианского кинофестиваля. В 1952 году фильм получил номинации на премию БАФТА как лучший фильм и на Оскар за лучшую художественную постановку (Лайл Р. Уиллер, Леланд Фуллер, Томас Литтл, Фред Джей Роуд), а сценарист фильма Пэкстон был номинирован Гильдией писателей Америки на премию за лучший сценарий.
Несмотря на серьёзную рекламу фильма и в основном благоприятные отзывы критики, фильм канул в безвестность довольно быстро, и впоследствии редко демонстрировался или становился предметом обсуждения, впрочем как и судьба Джона Уильяма Уарда.

## Сюжет
Однажды утром официант гостиницы в Нью-Йорке доставляет завтрак в номер одному из постояльцев. Отсчитав сдачу, официант обнаруживает, что его клиент исчез из комнаты. После недолгих поисков официант с ужасом видит, что молодой человек, с которым он должен рассчитаться (Ричард Бейсхарт), стоит за окном на выступе здания на пятнадцатом этаже. С улицы молодого человека замечает полицейский, управляющий движением, по имени Чарли Даннигэн (Пол Дуглас). Он стремительно поднимается в гостиничный номер и, высунувшись в окно, пытается отговорить молодого человека от опрометчивого шага. Хотя ему удаётся установить с ним контакт и втянуть в разговор, приехавшая по вызову бригада полицейских прерывает их разговор, а старший офицер полиции Москар (Говард да Сильва) приказывает Даннигэну вернуться на своё место патрулирования. Однако после того, как молодой человек отказывается разговаривать с другими полицейскими и специально вызванными психиатрами, Москар приказывает найти и вернуть Даннигэна. Проинструктированный профессиональными психиатрами, Даннигэн возобновил разговор с молодым человеком. Тем временем под окнами гостиницы начинает собираться народ, вскоре подъезжают пожарные и другие экстренные службы, все близлежащие улицы перекрывают. Пожарные разворачивают внизу спасательное полотно, однако при падении с такой высоты оно будет не способно удержать человека. Вскоре полиция выясняет, что молодого человека зовут Роберт Косик, и привозит в гостиницу его мать (Агнес Мурхед). Мать вступает в разговор с сыном, однако вскоре её страстное желание спасти его переходит в истерику, что как будто только усиливает желание Роберта покончить с собой. Через некоторое время привозят отца Роберта (Роберт Кит), который не живёт с семьёй уже много лет. В гостиничном номере на глазах у полиции мать Роберта начинает обвинять отца в том, что он разрушил семью и не помогал ей воспитывать сына. Тем временем Даннигэн уговаривает Роберта побеседовать с отцом, которого он ненавидит с подачи матери, и по возможности, примириться с ним. Пока отец пытается разговаривать с Робертом, Даннигэн выясняет у матери, кто такая Вирджиния, которую упомянул Роберт. Оказывается, что это его невеста, с которой он расстался некоторое время назад. Полиция срочно посылает за Вирджинией, которая живёт и учится в соседнем штате.
Тем временем, внизу под окнами гостиницы собирается огромная толпа народу, которая начинает жить своей жизнью. Таксисты, застрявшие в пробке, ради забавы делают ставки на то, когда парень прыгнет. Молодой клерк по имени Дэнни (Джеффри Хантер) заводит знакомство с молодой офисной сотрудницей Рут (Дебра Пейджет), случайно оказавшись рядом с ней в толпе. Из адвокатского бюро напротив гостиницы за Робертом наблюдает молодая красивая женщина (Грейс Келли), которая прибыла для подписания документов о разводе, разделе детей и имущества. Однако под впечатлением от разыгрывающейся трагедии в доме напротив, она отказывается от развода и воссоединяется с мужем. Через некоторое время Даннигэну удаётся убедить Роберта, что он освободит для него гостиничный номер от всех людей, с тем, чтобы тот мог поесть и немного отдохнуть. Эта уловка почти срабатывает, однако когда Роберт уже ступает в комнату, туда неизвестно откуда врывается безумный проповедник, который начинает посылать зловещие пророчества с пугающими жестами. Полиция его быстро нейтрализует, однако Роберт от страха вновь выбирается в окно и занимает своё место на выступе здания. После этого эпизода Даннигэн теряет доверие Роберта, и ему долго не удаётся восстановить с ним контакт. Тем временем, полиция предпринимает и другие попытки снять Роберта. В частности, с верхнего этажа на качелях спускают полицейского, который должен схватить Роберта и удерживать его в своих объятиях. Однако, увидев этот манёвр, молодой человек чуть было не срывается вниз, и в результате полиция вынуждена отменить операцию. Вместо этого полиция заносит в здание огромную сеть и разворачивает её этажом ниже, чтобы поймать в неё Роберта в случае падения. В процессе общения членов семьи с полицией и прессой выясняется, что мать Роберта была талантливой музыкантшей и могла сделать очень успешную карьеру, однако в 19 лет забеременела. После этого её карьера рухнула, как и все её жизненные планы. Во всех своих бедах она стала винить отца, что в итоге и привело к их расставанию. Истеричная мать с детства прививала у Роберта ненависть к отцу, и такое воспитание матери повлияло на то, что Роберт стал очень нервным, уединённым и неуверенным в себе человеком. Его разрыв с Вирджинией также стал следствием его неуверенности в себе и в её чувствах по отношению к нему.
С наступлением темноты полиция привозит Вирджинию (Барбара Бел Геддес), которая подтверждает Роберту, что, несмотря на расставание, она по-прежнему любит его. Чтением любовных писем и романтическими разговорами ей удаётся улучшить состояние Роберта. Затем в дело вновь вступает Даннигэн, который рассказывает о своей семье, о рыбалке и о том, как они приятно будут вместе проводить время. Роберт уже готов вернуться в комнату, однако в этот момент какой-то парень внизу случайно задевает выключатель огромного юпитера. Мощный луч света резко освещает Роберта и слепит ему глаза, в результате чего молодой человек теряет равновесие и падает вниз, однако попадает в расставленную полицией сеть. Роберта затаскивают в номер, а Дэннигэн в сопровождении прибывших жены и сына выходит из гостиницы. За этой сценой наблюдает воссоединившаяся обнимающаяся пара, а Дэнни и Рут уходят, взяв друг друга за руки.

## В ролях
- Ричард Бейсхарт — Роберт Козик
- Пол Дуглас — Чарли Даннигэн
- Барбара Бел Геддес — Вирджиния Фостер
- Дебра Пейджет — Рут
- Агнес Мурхед — Кристин Хилл Козик
- Роберт Кит — Пол Козик
- Говард да Сильва — заместитель шефа полиции Москар
- Джеффри Хантер — Дэнни Клемпнер
- Мартин Гейбел — доктор Страусс
- Грейс Келли — миссис Луиз Энн Фуллер
- Джефф Кори — сержант полиции Фарли
- Фрэнк Фэйлен — Уолтер, сотрудник обслуживания номеров
- Джон Рэндольф — пожарный (в титрах не указан)

## Историческая основа и сценарий фильма
По информации сайта Turner Classic Movies, история фильма была основана на реальном случае самоубийства Джона Уильяма Уарда, 26-летнего человека, который спрыгнул с 17-го этажа гостиницы «Готем» в Нью-Йорке 26 июля 1938 года, после того, как простоял одиннадцать часов на выступе здания. Дорожный полицейский, выдавая себя за коридорного гостиницы, пытался уговорить Уарда на том основании, что его уволят с работы, если Уард не вернётся с выступа обратно в помещение. Уарда, который до этого уже предпринимал попытки покончить жизнь самоубийством, также умоляла отказаться от своего намерения его сестра. Но все усилия уговорить Уарда ни к чему не привели, и в конце концов Уард прыгнул вниз. Полиция развернула специальную сеть для его поимки, но её площадь оказалась недостаточной для предотвращения падения. В нескольких кварталах вокруг места происшествия было остановлено движение, и тысячи зрителей наблюдали за развитием событий с земли.
В 1951 году Джоэл Сэйр опубликовал в журнале «Нью-Йоркер» статью, документально описывающую события 26 июля 1938 года. На её основе сценарист Джон Пэкстон, известный по фильму нуар «Перекрёстный огонь» (1947), написал сценарий, придав событиям художественную трактовку и внеся в них некоторые изменения. В частности, он переименовал гостиницу «Готэм» в гостиницу «Родни», а также поменял имена Джона Уильяма Уарда и Чарльза Гласко на Роберт Козик и Чарли Даннигэн соответственно.

## Режиссёр и исполнители ролей в фильме
К 1950 году Хэтэуэй «наслаждался значительным успехом после проката нуаровых триллеров „Дом на 92-й улице“ (1945), „Поцелуй смерти“ (1947) и „Звонить Нортсайд 777“ (1948), в которых широко использовалось реальная городская среда с добавлением слоя неприукрашенного правдоподобия». Для работы над фильмом Хэтэуэй «привёл небольшую армию из 175 актёров и техников для проведения съёмок на улицах Нью-Йорка»".
Роль психически неуравновешенного Роберта Козика была отдана голливудскому новичку Ричарду Бейсхарту. Бейсхарт был известен по ролям в фильмах нуар «Он бродил по ночам» (1948) и «Напряжённость» (1949), а впоследствии сыграл в фильмах Федерико Феллини «Дорога» (1954) и «Мошенники» (1955), а также в эпических драмах «Титаник» (1953) и «Моби Дик» (1956). Несмотря на то, что у него был постоянный дублёр, в течение 50-дневного съёмочного периода Бейсхарт был вынужден простоять практически на одном месте на выступе здания почти триста часов.
Бейсхарта дублировал непрофессиональный актёр Ричард Лаковара, который стоял вместо него в продолжительных эпизодах на выступе здания, специально расширенном, чтобы минимизировать риск падения. Лаковару удерживал спрятанный под одеждой защитный пояс, который был соединён со спасательным тросом.
Роль офицера полиции и приветливого семьянина получил тяжеловатый и неуклюжий характерный актёр Пол Дуглас, известный по комедийным ролям, а также по нуаровым драмам «Паника на улицах» (1950) и «Стычка в ночи» (1952)
Для исполнения ролей второго плана были привлечены несколько многообещающих голливудских новичков, среди них Джеффри Хантер, Дебра Пейджет и Грейс Келли, а также опытные ветераны Агнес Мурхед, Роберт Кит, Говард да Сильва и Джефф Коури.. Для Хантера и Келли, а также характерной актрисы Джойс Ван Пэттен, эта картина стала дебютом на большом экране.
Грейс Келли в своём первом фильме появляется в очень небольшой роли как одна из многочисленных свидетельниц происходящего, которая собирается разводиться. Хотя игра Келли осталась сравнительно незамеченной, вскоре она сделала успешную карьеру в кино, сыграв в прославленном вестерне «Ровно в полдень» (1952), а также в фильмах Хичкока «В случае убийства набирайте „М“» (1954) и «Окно во двор» (1954).
Театральная актриса Барбара Бел Геддес, до этого зарекомендовавшая себя ролями в фильмах нуар «Длинная ночь» (1947), «Пленница» (1949) и «Паника на улицах» (1950), была выбрана на роль возлюбленной Козика. Интересно, что после этой картины она не играла в кино в течение семи лет, пока в 1958 году не снялась в фильме Альфреда Хичкока «Головокружение».

## Финал фильма
Для фильма было снято два варианта окончания: в одном из них Козик падает и разбивается как раз в тот момент, когда пожарные растягивают сеть, чтобы его поймать (подобно тому, как это было в неудавшейся попытке спасения в 1938 году), а в другом его спасают. Хэтэуэй предпочитал правдивый, грустный финал, но как раз в день, когда проходил предварительный просмотр фильма, дочь президента «Двадцатый век Фокс» Спироса Скураса выпрыгнула из окна и разбилась. Подавленный горем, Скурас хотел вообще отказаться от проката фильма и поставить его на полку, однако студия в конце концов выпустила фильм шесть месяцев спустя с обнадёживающим хорошим концом.

## Оценка критики
Кинокритик Босли Краузер в «Нью-Йорк Таймс» высоко оценил фильм, назвав его «необычным, тщательно проработанным и удивительно лаконичным», который соединил в себе «захватывающий саспенс, увлекательную драму и элементы острой социальной критики». Адам Брегман охарактеризовал фильм как «захватывающую историю, взятую из заголовков газет своего времени и мастерски поставленную Хэтэуэем». Сходную оценку дал фильму и Деннис Шварц, назвав фильм «захватывающим триллером, снятым как документальный фильм». Шварц подчеркнул также, что фильм «развивается в том же ключе, что и „Туз в рукаве“ (1951) Билли Уайлдера. Он идёт по стопам „Туза в рукаве“, строя большую часть напряжения через реакцию свидетелей, жителей Нью-Йорка, для которых этот случай превращается в жестокое развлечение». Журнал TimeOut резюмировал словами, что эта «головокружительная мелодрама выполнена в профессиональном сдержанном журналистском стиле», а, сравнивая фильм с нуаром «Туз в рукаве», указал на то, что «акцент в картине сделан в такой же степени на дела наблюдающих за самоубийцей, как и на положение его самого».
Критики положительно оценили режиссёрскую работу Генри Хэтэуэя. Краузер написал, «что очень точная постановка Хэтэуэя полна энергии», «демонстрируя горячее биение и сурово откровенный срез жизни большого города». Шварц заявил, что фильм «хорошо сделан и наполнен документальными подробностями, что придаёт ему убедительный вид». Журнал Variety обратил внимание на то, что режиссёру удалось добиться «саспенса в полном объёме».
Особое внимание обратила на себя необычная композиция и сюжет картины, достигнутые во многом благодаря сценарию Джона Пэкстона. Брегман подчеркнул, что «эта уникальная и по большей части забытая драма… включает в себя несколько историй, развивающихся вокруг основной интриги». Краузер отметил, что «Пэкстон… не остановился только на одной истории. Человек на выступе становится не более чем основой, вокруг которой разворачивается акробатическая драма с переворотами. И это нарастающая драма — обычного дорожного регулировщика, матери и отца бедного парня, приведённых умолять его, неистовые неумелые попытки спасения психически нездорового человека, жестокая толпа на улице — всё это вместе создаёт эмоциональный подъём и фон для глубоких переживаний героя, вызванные несчастной жизнью родителей и развалившимся домом». Краузер пишет, что «почти столь же трогательно показана жизнь простого нью-йоркского копа, который оказывается самым близким к человеку на выступе». Краузер продолжает: «Вокруг них (двух героев) раскручивается драма с участием репортёров и бессердечных радиокомментаторов, любопытной толпы, взирающий с замиранием сердца от ужаса или просто в ожидании спектакля со смертельным концом». Брегман отмечает, что в круговорот событий вовлечены «многие, начиная от группы раздражённых таксистов, застрявших в пробке, до молодой пары, у которой завязываются отношения во время этого события, и безумного псевдо-священника». Краузер подводит итог: «Если не считать одного маленького уличного случая с наблюдающими парнем и девушкой из банального эпизода в адвокатском офисе, то в остальном плотная ткань этой драмы соткана великолепно».
Основные актёрские работы также получили в целом положительную оценку. Так, Краузер написал, что «в роли „прыгуна“ Ричард Бейсхарт выполняет потрясающую мучительную работу на площади одного квадратного фута актёрского пространства», а Variety отметил, что «Бейсхарт выглядит крепко». Однако Брегман придерживается иного мнения, написав, что «у Бейсхарта тяжёлая роль, и он не вполне с ней справляется, он выглядит настолько подавленным, что просто мямлит свой текст. Его персонаж совсем не столь силён и интересен, как у Дугласа».
По мнению Брегмана, «Дуглас великолепен в раскрытии искренней теплоты своего персонажа», сходного мнения придерживается Краузер, отметив, что Дуглас «играет доброго полицейского, который использует свои скромные возможности разума и терпения», чтобы найти выход из этого странного дела. Однако Variety придерживается мнения, что «Дуглас делает своего полицейского неуклюжим и играет слабо».
Краузер отметил также игру Агнес Мурхед, написав, что она «великолепна в роли невротической матери человека на выступе», такого же мнения придерживается и Variety: «Мурхед сильно играет роль эгоистичной матери, а Роберт Кит достигает её отличного уровня в роли отца». Брегман также считает, что «Мурхед и Кит придают усиление страдающему образу главного героя, в то время, как полиция предпринимает много разнообразных и неудачных попыток схватить или уговорить его». Отметив также игру Барбары Бел Геддес в роли возлюбленной и Мартина Гейбела в роли психиатра, Краузер заключает, что эти актёры — «лишь немногие из тех, кто придаёт фильму уникальный облик и достоверность, делая его превосходным американским фильмом».